# Douçaine

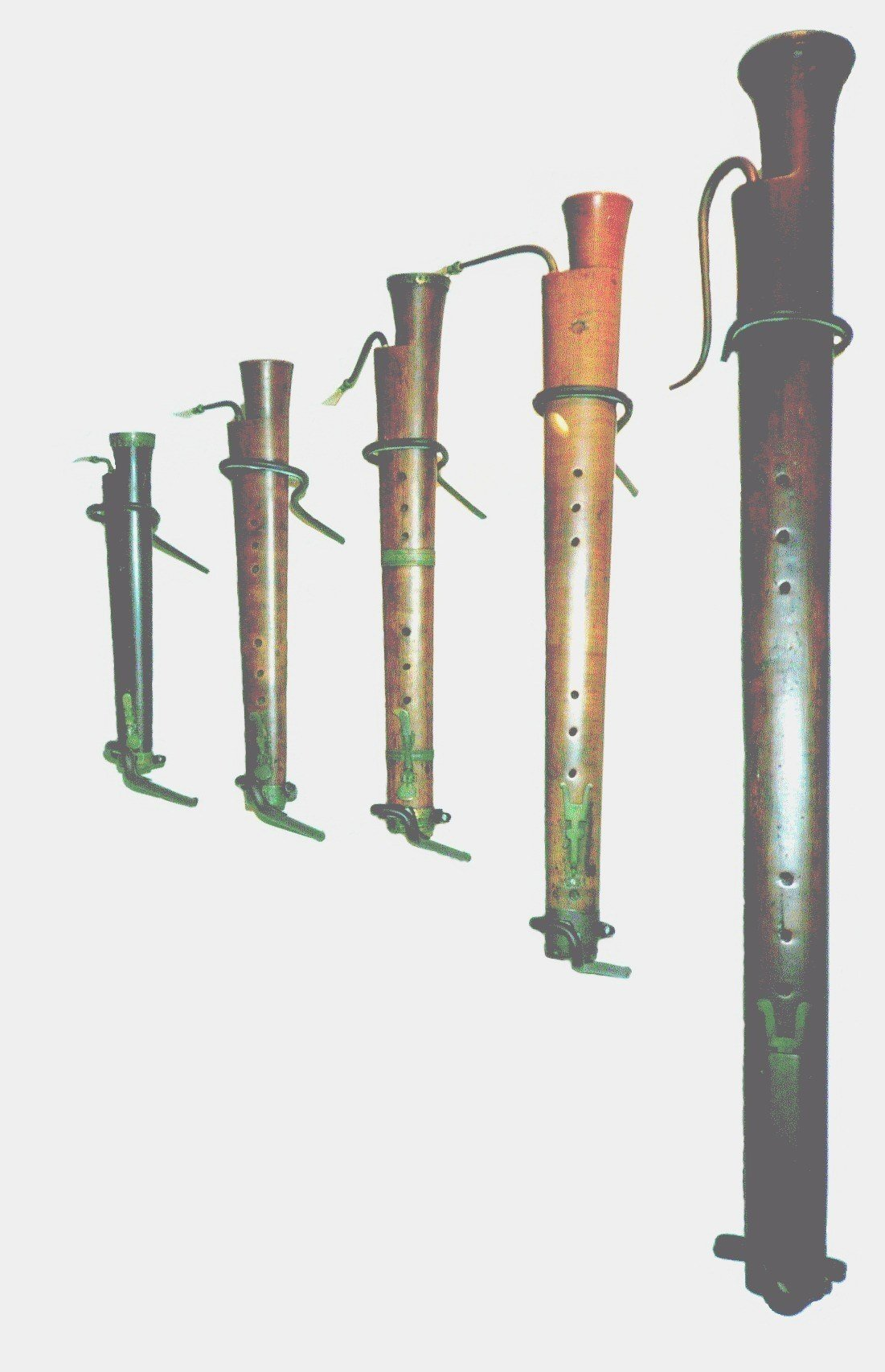
Douçaines soprano, alto, alto, ténor et basse.

La douçaine (ou doulciane) (en anglais : curtal, dulcian ; en espagnol : bajón, bajoncillo) est un instrument à vent de la Renaissance, avec une anche double et une perce conique pliée. C'est l'ancêtre du basson moderne.

## Désignations
Michael Prætorius désigne également l'instrument comme fagot dans le Syntagma musicum : 

« Les bassons et les douçaines (Italis Fagotto & Dolcesouno) sont appelés plus souvent indifféremment ainsi. »

— Michael Prætorius
  , Syntagma musicum II, p. 38
. 
Friedrich Erhard Niedt (de) écrit en 1710 : « Douçaine : un basson teutonique ».
Sébastien de Brossard décrit la douçaine comme un quart de basson ou un petit basson.
Johann Gottfried Walther fait référence à Brossard en 1732 :

« Dulcino, Dulcin et Dolce suono (ital.) Dulcisonans (lat.) appelés communément Dulciana et Dulcian, est un instrument à vent ou petit basson, qui autrement s'appelle aussi un quart de basson, et qui s'accorde avec les tailles françaises et les quint-hautbois. »

— Johann Gottfried Walther ,  Musikalisches Lexikon von 1732, p. 219

## Forme de construction

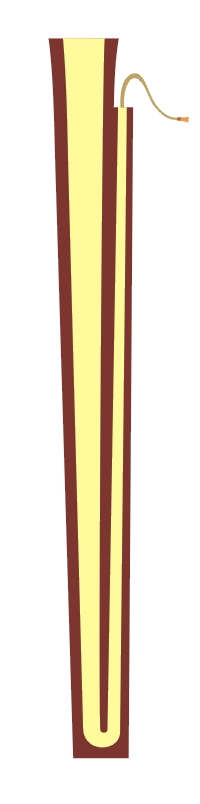
Vue de coupe d'une douçaine.

La douçaine a été développée dans la première moitié du XVIe siècle. Elle a en commun avec la chalemie la perce conique et avec les sorduns (de)  et kortholts (de) la perce repliée et parallèle. Comme beaucoup d'autres instruments de la Renaissance, la douçaine était fabriquée par famille allant du modèle soprano au modèle contrebasse. Les plus petits instruments de la famille, jusqu'à la basse, étaient généralement fabriqués en une seule pièce de bois en érable, les plus grands en deux ou trois parties. Sur toutes les douçaines, l'anche est fixée sur un bocal en forme de S en laiton.
Michael Praætorius indique pour les douçaines les tessitures suivantes : basson choriste : do2-ré4 (sol4), Quart de basson : sol2-fa4 (la4), Quint Fagott : fa2-si4 (ré5) Basson piccolo : sol3-fa5(sol5).
L'instrument semble avoir été largement utilisé au milieu du XVIe siècle. Il existe un ensemble d'instruments de différentes tailles à Bruxelles : ils portent la marque du facteur « Melchor » et on pense qu'ils sont espagnols. Un autre exemple bien connu est un instrument légèrement plus tardif à Linz, recouvert de cuir et doté d'une sourdine intégrée. Le dernier exemple couramment copié est celui de Johann Christoph Denner, vers 1700, qui possède également une sourdine intégrée. Les copies modernes de l'instrument de Linz ont un son plus doux et atteignent plus facilement les notes aiguës, ce qui est encore plus vrai pour les copies modernes de l'instrument de Denner.

## Anche double
L'anche double de la douçaine est entièrement accessible, ce qui permet au joueur de contrôler le son et l'intonation par l'embouchure. Elle ne dispose pas de pirouette comme on en trouve à la même époque pour la chalemie et le cervelas.

## Mode de jeu

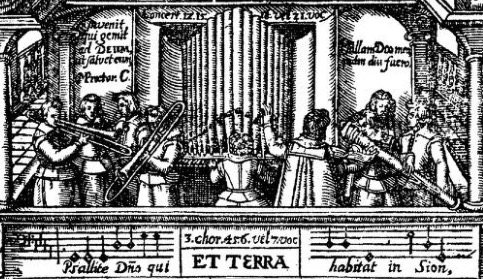
Chanteur avec trombones, orgue et douçaine.

Michael Praetorius donne dans le Syntagma musicum différents exemples d'instrumentation. Il recommande l'utilisation de la douçaine pour renforcer la ligne de basse dans la basse continue :

« Il faut aussi remarquer que lorsque les 2e ou 3e voix sont chantées uniquement dans la basse continue, que l'organiste ou le luthiste a pour lui, et qu'il en joue, il est très bon, et presque nécessaire, de faire cette basse continue avec un instrument de basse, comme le basson, la douçaine ou le trombone, ou, ce qui est le mieux, avec une basse de violon. »

— Michael Praetorius
  , Syntagma musicum III, p. 145
Pour un chœur grave, il donne un exemple d'instrumentation pour un ensemble de douçaines seules (« chœur de bassons »). Pour l'instrumentation d'un chœur de flûtes à bec, il recommande de ne pas utiliser une flûte à bec pour la basse, mais un trombone ou un « basson » . Dans l'instrumentation d'un motet de Orlando di Lasso, il décrit un ensemble de vents à cinq voix, composé de deux flûtes à bec, deux trombones et un basson à la basse.
La douçaine est un instrument possédant une bonne dynamique, capable d'être assez puissant pour être joué dans des fanfares en plein air, assez souple pour la musique de chambre, et assez expressif pour se joindre au chœur. Elle aurait été utilisée pour jouer la musique de danse avec les chalemies et les sacqueboutes de la garde urbaine, la musique de chambre et le grand répertoire polychoral de Venise et d'Allemagne, comme celui de Giovanni Gabrieli et Heinrich Schütz. On trouve des parties de douçaines explicites dans les sonates de Dario Castello .
Les compositeurs de littérature soliste précoce sont entre autres Bartolomeo de Selma y Salaverde, Philipp Friedrich Böddecker et Giulio Bussi. Au XVIIe siècle, les petites formes de douçaine ont perdu de leur importance. Tandis que le basson baroque était développé à partir de la douçaine, la douçaine basse resta également en usage pendant un certain temps. En Espagne, différentes tailles de douçaine (en espagnol : bajón, bajóncillo) ont été utilisées jusqu'à la fin du XIXe siècle.

## Galerie

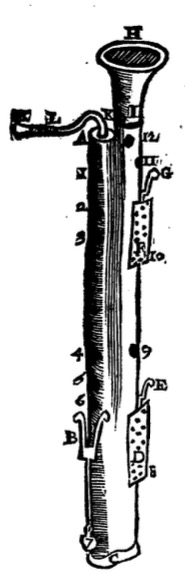
Fagot ou Basson dans l' Harmonie universelle (1637) de Marin Mersenne.
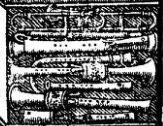
Instruments à vent du Syntagma musicum.
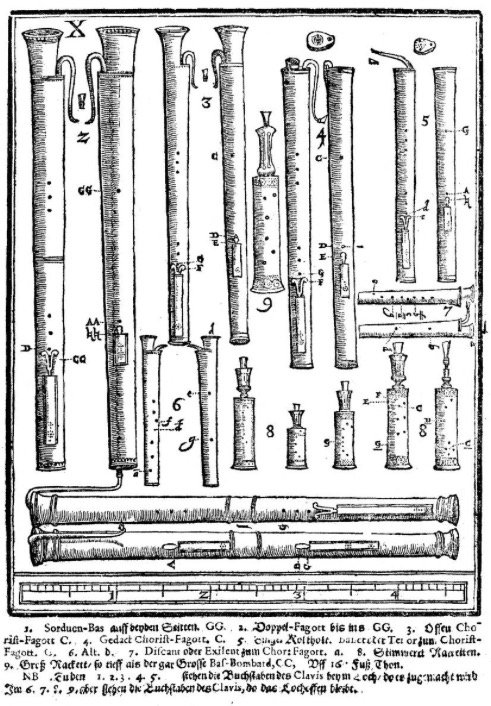
Planche X avec des douçaines tirées du Syntagma musicum.
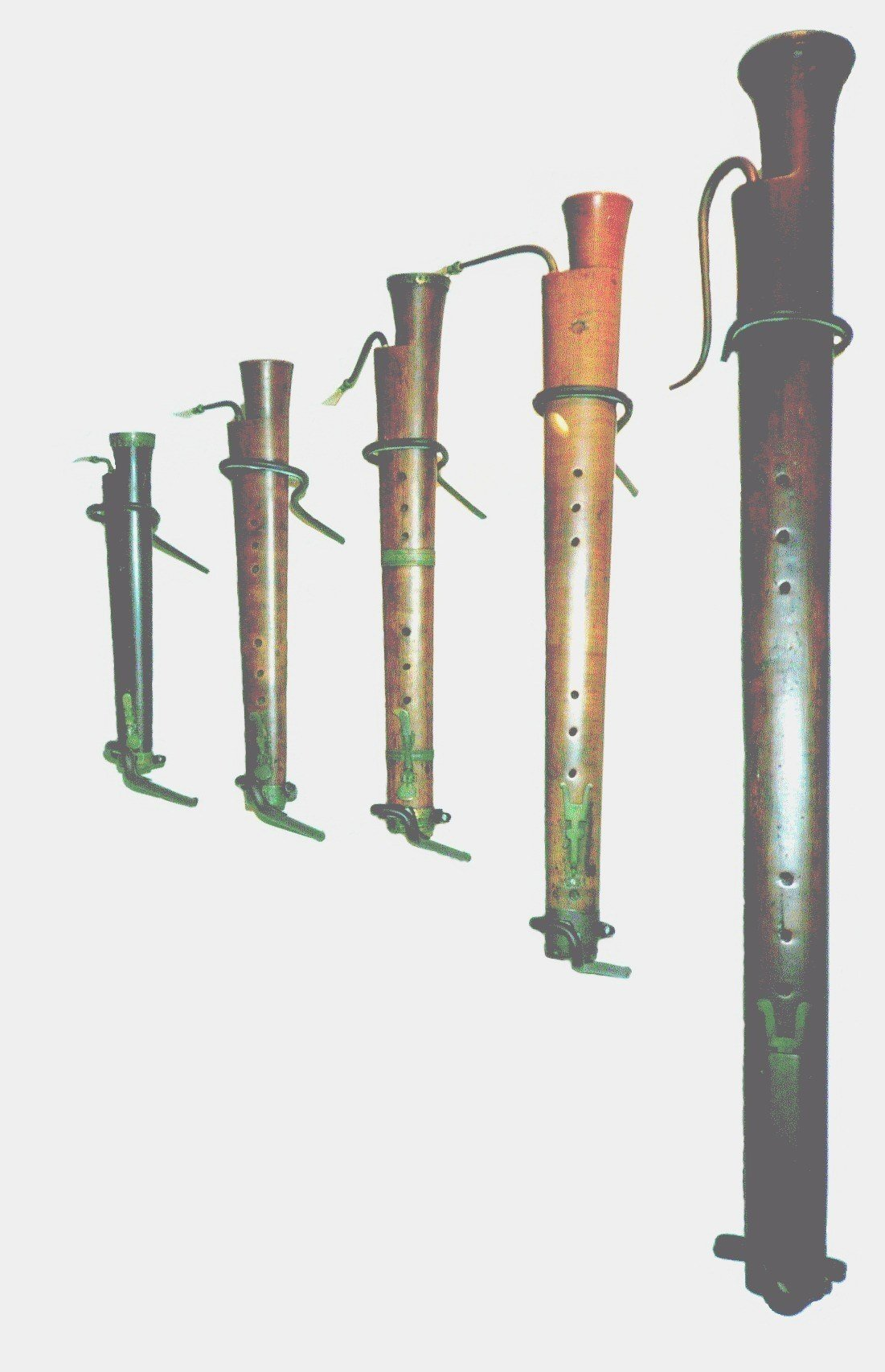
Douçaines de la collection bruxelloise.
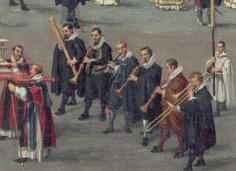
Procession en 1616 à Bruxelles, détail de peinture de Denis van Alsloot, Souffleurs avec douçaines.